# Самаринешти (Горж)
Самаринешти (рум. Samarineşti) насеље је у Румунији у округу Горж у општини Самаринешти. Oпштина се налази на надморској висини од 212 m.

## Становништво
Према подацима из 2002. године у насељу је живело 1978 становника, од којих су сви румунске националности.

### Хронологија
| Година       | 1992 | 1993 | 1994 | 1995 | 1996 | 1997 | 1998 | 1999 | 2000 | 2001 | 2002 | 2003 | 2004 | 2005 | 2006 | 2007 | 2008 | 2009 | 2010 | 2011 | 2012 | 2013 | 2014 | 2015 | 2016 | 2017 |
| ------------ | ---- | ---- | ---- | ---- | ---- | ---- | ---- | ---- | ---- | ---- | ---- | ---- | ---- | ---- | ---- | ---- | ---- | ---- | ---- | ---- | ---- | ---- | ---- | ---- | ---- | ---- |
| Становништво | 1732 | 1725 | 1747 | 1750 | 1758 | 1780 | 1802 | 1786 | 1860 | 1861 | 1871 | 1879 | 1888 | 1872 | 1857 | 1849 | 1852 | 1840 | 1820 | 1813 | 1824 | 1816 | 1800 | 1788 | 1782 | 1763 |